# Peter Straub
Peter Straub (Milwaukee, Wisconsin, 1943. március 2. – 2022. szeptember 4.) amerikai író, költő. Leginkább horror témájú műveiről ismert.

## Élete és írói pályafutása
Hétévesen Petert elütötte egy autó, és a fiú súlyos sérüléseket szenvedett. Több hónapot kórházban töltött, majd miután kiengedték, kerekes székre szorult, amíg újra megtanult járni.
Straub már egész fiatalon is gyakran és sokat olvasott, de irodalmi érdekeltsége nem tetszett szüleinek. Apja azt szerette volna, ha profi sportolóként nő fel, anyja pedig azt akarta, hogy lutheránus lelkész váljék belőle. A Milwaukee-i Country Iskola ösztöndíjas tanulója volt, és ottléte alatt kezdett el írni.
1965-ben Artium Baccalaureus díjat kapott a Wisconsin–Madison Egyetemen, majd egy év elteltével a Master of Arts, azaz a Művészetek Mestere kitüntetést mondhatta magáénak. Ezt a Columbia Egyetemen kapta meg. Rövid ideig angolt tanított azon az egyetemen, ahol ő is tanult, a mai „University School of Milwaukee” nevű intézményben. 1969-ben Írország fővárosába, Dublinba költözött, hogy megszerezze a tudományos fokozatot, azaz a Ph.D-t. Itt vette kezdetét profi írói karrierje.
Miután két mainstream regény próbálkozásával kisebb-nagyobb eredményt ért el az 1970-es évek közepén, Peter belekóstolt a természetfeletti és sci-fi irodalomba Julia című regényével. Majd megírta az If You Could See Me Now című könyvét 1977-ben. Nagy figyelmet szerzett ötödik regényével, a Ghost Storyval. Ez annyira sikeres lett, hogy 1981-ben filmet is készítettek belőle Fred Astaire főszereplésével. Ezt több horrorregény is követte, növekvő sikerrel, többek közt A Talizmán és A Fekete Ház, két fantasy-horror alkotás, melyeket kollégájával és régi barátjával, Stephen Kinggel együtt írt meg.
Egy ideig nem jelent meg Straubnak újabb könyve, de 1988-ban újra feltűnt a Koko, egy nem természetfölötti, bár annál félelmetesebb vietnámi regénnyel. A Kokót az 1990-es évek elején követte A rejtély, majd a The Throat, melyek a Kokóval együtt alkották a Blue Rose trilógiát. 1996-ban jelent meg a Pokoltűz klub, Straub egyik újabb, igen igényes mainstream regénye. 2001-ben újra összeállt Stephen Kinggel és megírták A Talizmán folytatását, A Fekete Ház című regényt, amelyet King A Setét Torony-sorozatához csatoltak. 2003-ban kiadták Peter Lost Boy, Lost Girl című művét, melyet egy év múlva követett a Night Room. Mindkét alkotás Bram Stoker-díjat nyert.
Straubnak több verseskötete is megjelent. A My Life in Pictures 1971-ben készült el, egy hat részből álló sorozat darabjaként, melyet barátjával, Thomas Tessierrel adott ki a dublini Seafront Press nyomdában. Egy évvel később egy újabb verseskötetet, az Ishmaelt adta ki a londoni Turret Booksnál. Harmadik verseskötetét, az Open Airt, szintén '72-ben nyomtatta az Irish University Press.
Egyes pletykák szerint King és Straub együtt dolgoznak utolsó közös regényükön, hogy befejezzék Jack Sawyer történetét, és A Talizmánt. King maga is kijelentette, hogy valamikor a jövőben lesz egy ilyen regény.
2010 januárjában került a boltok polcaira Peter Straub legutóbbi thrillere, a Dark Matter.

## Jelentősebb díjai
- Bram Stoker-díj
- World Fantasy díj
- International Horror Guild Award

## Bibliográfia
- 1971: My Life in Pictures (verseskötet)
- 1972: Ishmael (verseskötet)
- 1972: Open Air (verseskötet)
- 1973: Marriages
- 1975: Julia
- 1977: If You Could See Me Now
- 1979: Ghost Story
- 1980: Shadowland
- 1982: The General's Wife
- 1983: Floating Dragon
- 1983: Leeson Park and Belsize Square: Poems 1970 – 1975
- 1984: A Talizmán (Stephen Kinggel)
- 1984: Wild Animals (A Julia, az If You Could See Me Now, és az Under Venus egy könyvben)
- 1985: Under Venus
- 1988: Koko; World Fantasy díj győztes (1989)
- 1990: Mystery
- 1990: Houses Without Doors
- 1990: "A Short Guide to the City" (novella)
- 1990: Mrs. God
- 1993: The Throat; Bram Stoker-díj győztes (1993)
- 1995: A pokoltűz klub
- 1999: Mr. X; Bram Stoker-díj győztes (1999)
- 2000: Magic Terror
- 2001: A Fekete Ház (Stephen Kinggel)
- 2003: Lost Boy, Lost Girl; Bram Stoker-díj győztes (2003)
- 2004: In The Night Room; Bram Stoker-díj győztes (2004)
- 2006: Sides
- 2007: 5 Stories; Bram Stoker-díj győztes (2007)
- 2008: Poe’s Children antológia (2008 október)
- 2009: A Dark Matter (2010 január)

## Magyarul
- Tudom, ki vagy; ford. Odze György; Maecenas International, Budapest, 1991
- Ajtó nélküli ház; ford. Mesterházi Mónika, Csákó Gabriella; Új Vénusz, Budapest, 1993
- Julia; ford. Süle Gábor; JLX, Budapest–Los Angeles, 1994
- Stephen King–Peter Straub: A talizmán; ford. Zentai Éva, Koppendorfer Noémi; Európa, Budapest, 1994
- Ghost-story; ford. Cserna György; Alexandra, Pécs, 1996
- Koko, 1-2.; ford. Babits Péter; Alexandra, Pécs, 1998
- Torok; ford. Babits Péter; Szeged, Szukits, 1999
- Rejtély; ford. Bátori Tamás; Animus, Budapest, 2001
- Stephen King–Peter Straub: A fekete ház; ford. Bihari György; Európa, Budapest, 2003
- Pokoltűz Klub, 1-2.; ford. Rákócza Richárd; Bolt Kft., Budapest, 2005
- Lebegő sárkány, 1-2.; ford. Rákócza Richárd; Bolt Kft., Budapest, 2006